# The Rudolfs
The Rudolfs, voorheen The Dead Rudolfs geheten, is een Nederlandse rockband.
De band werd in 2003 opgericht in Katwijk door vijf middelbare-schoolgenoten. Ze werden geïnspireerd door muziek uit de jaren 60 en de jaren 90. In 2007 wonnen The Rudolfs, toen nog onder hun oude naam, de Grote Prijs van Zuid-Holland en gaven ze optredens op festivals als de Gentse Feesten, het Metropolis Festival en Werfpop. Ook speelden ze in zalen als LVC en het Paard van Troje.
Eind 2009 werd een contract getekend bij Cool Buzz en werd het debuutalbum Streets of Glass opgenomen. Het album werd door recensenten gunstig beoordeeld en diverse mediaoptredens volgden, waaronder in De Wereld Draait Door en het ochtendprogramma van radio-dj Giel Beelen.
In de nazomer van 2010 verzorgde de band het voorprogramma van Ed Kowalczyk (voorheen frontman van de band Live) tijdens zijn Nederlandse clubtournee. Dit leidde tot optredens op vrijwel alle grote podia van Nederland, waaronder de Melkweg en Paradiso.

## Discografie

### Albums/cd's
- 2009 - Streets of Glass